# Capricorn Highway
Der Capricorn Highway ist eine Fernstraße im Osten des australischen Bundesstaates Queensland. Er ist etwa 567 km lang, verläuft in Ost-West-Richtung und verbindet den Bruce Highway in Rockhampton an der Ostküste Queenslands mit dem Landsborough Highway in Barcaldine im Zentrum des Landes. Der Highway verläuft auf seiner gesamten Länge parallel zum Wendekreis des Steinbocks (englisch: Tropic of Capricorn), nach dem er auch benannt wurde.

## Geschichte
Der Capricorn Highway verdankt seine Entstehung dem Bau der Strecke des Great Northern Railway. Diese Bahnlinie wurde von Rockhampton aus in Richtung Westen gebaut. Der Bau begann um 1865 in Rockhampton, 1892 wurde Longreach und 1899 Winton als Endpunkt der Bahnlinie erreicht. Entlang der Bahnstrecke wurden provisorische Orte als Wohn- und Versorgungsmöglichkeit für die Arbeiter an der Bahnlinie errichtet. Viele dieser Orte wurden nach einigen Jahren wieder aufgelöst, einige blieben aber bewohnt und bilden noch heute wichtige Orte entlang der Bahnstrecke.
Aufgrund dieser Voraussetzungen entstanden neben der Bahnlinie auch immer Fahrwege für Pferdefuhrwerke zwischen den Ortschaften. Diese Fahrwege wurden nach und nach ausgebaut und bilden heute den Capricorn Highway, der immer in der Nähe der Bahnlinie verläuft und diese auch mehrmals quert.

## Verlauf
In Rockhampton zweigt der Capricorn Highway vom Bruce Highway (NA1) nach Ost-Südosten ab. Kurz nach der Siedlung ‚’Westwood’’ mündet der Leichhardt Highway (A5) von Süden ein. Wie die Bahnlinie quert der Capricorn Highway den Dawson River bei Duaringa und setzt seinen Weg nach Osten fort. Nach Überwindung der Great Dividing Range und Querung des Comet River erreicht er die Stadt Emerald, wo der Gregory Highway (A7) kreuzt. Kurz nachdem der Capricorn Highway den Belyando River überquert hat, erreicht er die Kleinstadt Alpha. Zwischen Alpha und dem Endpunkt der Straße in Barcaldine führt der Highway noch über den Alice River. In Barcaldine trifft er auch Landsborough Highway (NA2).
Der höchste Punkt im Verlauf des Highways liegt auf 559 m, der niedrigste auf 6 m.